# Zračni šport
Zračni šport (angleško air sport) je šport, ki se izvaja v zraku:

## Primeri zračnih športov
- Akrobatsko letenje
- Zračno dirkanje
- Športno letalstvo
- Jadralna letalstvo
- Ultralahka letalstvo in ultralahki helikopterji
- Jadralno zmajarstvo in motorno zmajarstvo
- Padalstvo, Jadralno padalstvo in motorno padalstvo
- Letalo na človeški pogon
- Zračno modelarsto

Drugi zračni športi, ki jih ne nadzoruje Fédération Aéronautique Internationale (FAI):
- Balonarstvo
- Wingsuit letenje